# 上瑟羅瓦特卡

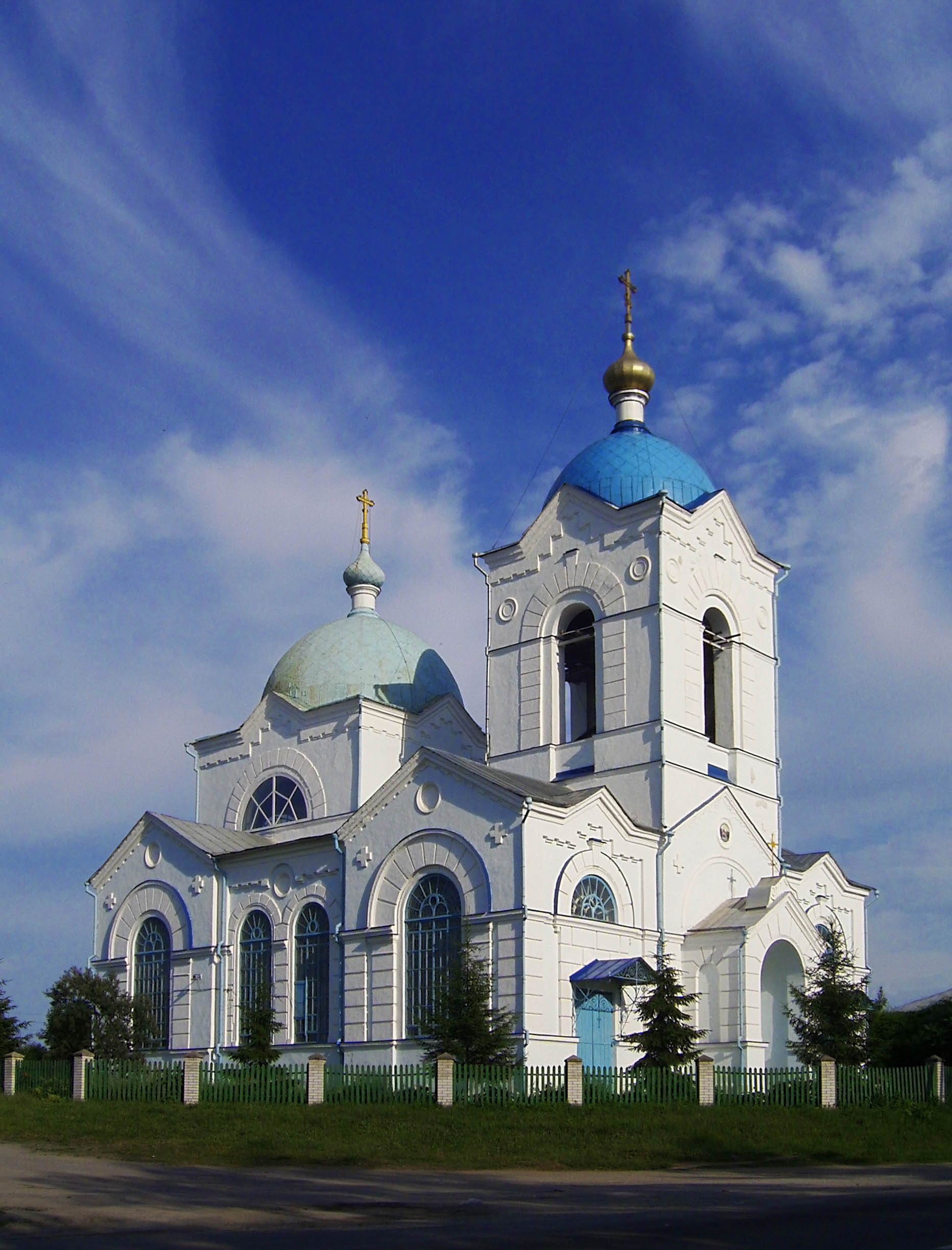
教堂

50°50′0″N 34°56′58″E / 50.83333°N 34.94944°E
上瑟羅瓦特卡（羅馬化：Verkhnia Syrovatka）是位於烏克蘭北部蘇梅州蘇梅區上瑟羅瓦特卡市鎮的村莊，並為該市鎮的行政中心。該村處於瑟羅瓦特卡河畔，距離诺沃塞利察1公里，海拔高度139米，2001年人口3,814。